# Râul Sadul lui Sân
Râul Sadul lui Sân este un curs de apă, afluent al râului Sadu. 